# Ofensiva sobre Dabiq
L'ofensiva sobre Dabiq és una ofensiva militar sobre la ciutat de Dabiq, al nord de la Governació d'Alep, al nord de Síria, realitzada per les tropes rebels al govern de Bashar al-Assad en el marc de l'Operació Escut de l'Eufrates durant setembre i octubre de 2016. L'objectiu de les tropes rebels, amb el recolzament militar i logístic de l'exèrcit turc, és capturar la ciutat de les mans d'Estat Islàmic.

## Antecedents
Anticipant-se a l'ofensiva sobre la ciutat, l'Estat Islàmic va enviar a la mateixa al voltant de 800 combatents. Una derrota sobre la ciutat, podria esser vista com una desfeta de les tropes jihadistes a causa de la importància que té la ciutat a nivell de l'islam teològic. La tradició assenyala la ciutat com el lloc on s'enfrontaran les tropes musulmanes contra els seus enemics en la fi dels temps. Així doncs, l'Estat Islàmic considera que perdre la ciutat contra els seus enemics (considerant-los cristians tot i no ser-ho) seria el principi de l'apocalipsi. A més a més, aquest any és el 500 aniversari de la Batalla de Marj Dabiq, quan Selim I i les seves tropes van entrar a la ciutat.

## L'ofensiva
El 28 de setembre, l'exèrcit turc va informar que havia destruït un check point d'Estat Islàmic, així com un gran nombre d'armament i munició a l'àrea d'Ihtemlat i Uwayshiyyah, mentre que 82 objectius van ser tocats mitjançat bombardejos. El mateix dia, les forces turques també van informar que les tropes rebels havien capturat l'àrea residencial d'Al Eyyubiyah, a la rodalia d'al-Rai, mentre que les tropes d'Estat Islàmic llençaven una contra ofensiva existosa sobre les àrees de Tal-ar. A finals del dia, però, les tropes rebels pro-turques van recapturar les poblacions perdudes, capturant a més a més la població de Ziadiyah.
Entre els dies 29 de setembre i 2 d'octubre, les tropes rebels van capturar 7 poblacions addicionals. i van començar a avançar direcció Dabiq, amb l'ajut de les tropes especials de l'exèrcit dels Estats Units. En aquells moments, les tropes rebels es trobaven a tan sols 3 quilòmetres de la ciutat de Dabiq.
El 3 d'octubre, les tropes rebels van entrar en zones minades en mans d'Estat Islàmic, a la població de Bareh, deixant un total d'entre 15 a 21 rebels morts, així com uns 35 ferits. Durant el 4 i 5 d'octubre, els rebels van capturar la població de Bareh així com cinc poblacions circumdants, incloent-hi tres a l'est de la població d'Akhtarin. Durant els enfrontaments, jets de l'exèrcit turc van informar haver matat un comandant regional d'Estat Islàmic entre les poblacions d'Akhtarin i al-Qubtan.
El 6 d'octubre, les tropes rebels van capturar Akhtarinwas. Entre els dies 7 i 8 d'octubre, una contraofensiva d'Estat Islàmic va recapturar la ciutat momentàniament així com 4 poblacions més (Bareh entre elles). Hores després d'atac va ser aturat  Segons l'exèrcit turc, un total de 38 jihadistes d'Estat Islàmic, van caure morts durant els enfrontaments. El dia 9 d'octubre, les forces pro-turques rebels, van capturar cinc poblacions, entre elles Murayghil i al-Fayruziyah.
Entre els dia 9 i 11 d'octubre, les forces rebels pro turques van capturar un total de 17 poblacions, desplaçant el front a 2 quilòmetres i mig de la ciutat. Finalment, al final del dia 11, les foces d'Estat Islàmic van aconseguir recuperar dues poblacions prèviament perdudes.
Durant el mateix dia 11, certes fonts locals i algunes imatges afirmen que les forces rebels recolzades per Turquia van llençar un atac sobre població civil que van causar la mort a 10 persones.
El dia 12 d'octubre, les forces rebels van capturar la ciutat de Duwaybiq així com les dues poblacions perdudes el dia anterior. L'exèrcit turc, per altra banda, va informar que 109 militants d'Estat Islàmic van morir i 10 rebels recolzats per l'exèrcit turc.
El dia 15 d'octubre les tropes pro Turquia van capturar tres poblacions que van permetre rodejar gairebé per complet la població de Dabiq.
Finalment, el dia 16 d'octubre van aparèixer les primeres informacions sobre la caiguda de la ciutat de Dabiq durant el matí.
Segons experts i aficionats, la batalla que s'hauria d'haver lluitat per a capturar aquesta ciutat hauria d'haver estat força important, a causa de l'ideari islamista d'Estat Islàmic. D'aquesta manera, es comenta que les tropes d'Estat Islàmic es podrien haver retirat de la ciutat per a no causar un gran nombre de baixes, al no ser una ciutat molt més simbòlica que estratègica i utilitzar la lògica militar.